# Caterina de Castella
Caterina de Castella o de Trastàmara (Illescas, 5 d'octubre de 1422 - Madrigal de las Altas Torres, 10 de setembre de 1424) va ser una infanta de Castella, primogènita del rei Joan II. Va ser princesa d'Astúries des de poc després del seu naixement fins a la seva mort prematura.
Va néixer a Illescas el 5 d'octubre de 1422. Filla de Joan II de Castella i de Maria d'Aragó. El rei, que es trobava a Ocaña, va anar fins a la ciutat de Toledo, on la infanta havia de d'anar per ser jurada princesa d'Astúries, i va ordenar que fos rebuda amb distinció i solemnitat. El jurament es va fer a l'Alcàsser de Toledo. Per a l'ocasió es va manar construir una gran sala a l'edifici amb un tron aixecat de terra, amb rics brodats, d'acord a com es feia durant les celebracions de Corts Generals. L'acte va comptar amb l'assistència de nombrosos nobles i religiosos. Per celebrar l'esdeveniment, es va organitzar un torneig i diverses justes, festivitats que van durar una setmana.
La princesa va morir a Madrigal de las Altas Torres, durant el viatge de la reina Maria des de Segòvia a aquesta localitat, el 10 de setembre de 1424. Va ser enterrada al monestir de Santa Maria la Real de Madrigal, on es van celebrar funerals en el seu honor. Poc després va néixer la infanta Elionor, que va ser jurada com a nova princesa.